# 彼得·加布里埃尔·马格内耶
彼得·加布里埃尔·马格内耶（Peter Gabriel Magnaye，1992年4月9日—），菲律賓男子羽毛球運動員。

## 簡歷
2014年10月，彼得·加布里埃尔·马格内耶與保罗·杰斐逊·维瓦斯合作，打進瑞士羽毛球國際賽男雙決賽，並擊敗法國的對手，奪得冠軍，創下個人在國際賽事的最佳成績。
2015年8月，马格内耶參加印尼雅加達舉行的世界羽毛球錦標賽，與保罗·杰斐逊·维瓦斯合作出戰男子雙打項目，首圈就以1比2（21-10、17-21、10-21）不敵法國的巴蒂斯特·卡雷姆/罗南·拉巴尔出局。

## 主要比賽成績
只列出曾進入準決賽的國際賽事成績：
| 年份   | 賽事                     | 公開賽級別 | 項目     | 拍檔               | 成績   |
| ------ | ------------------------ | ---------- | -------- | ------------------ | ------ |
| 2014年 | 瑞士羽毛球國際賽         | 國際挑戰賽 | 男子雙打 | 保罗·杰斐逊·维瓦斯 | 冠軍   |
| 2015年 | 伊朗羽毛球國際挑戰賽     | 國際挑戰賽 | 男子雙打 | 保罗·杰斐逊·维瓦斯 | 準決賽 |
| 2015年 | 斯里蘭卡羽毛球國際挑戰賽 | 國際挑戰賽 | 男子雙打 | 保罗·杰斐逊·维瓦斯 | 準決賽 |
| 2018年 | 雪梨羽毛球國際賽         | 國際系列賽 | 混合雙打 | Thea Marie Pomar   | 準決賽 |
| 2019年 | 雪梨羽毛球國際賽         | 國際系列賽 | 男子雙打 | 阿爾文·莫拉達      | 亞軍   |
| 2019年 | 雪梨羽毛球國際賽         | 國際系列賽 | 混合雙打 | Thea Marie Pomar   | 冠軍   |

| 2007-2017年 | 首要超級賽 | 超級賽 | 黃金大獎賽 | 大獎賽 | 國際挑戰賽 | 國際系列賽 | 未來系列賽 | 其他 |

| 2018-2026年 | 總決賽 | 超級1000賽 | 超級750賽 | 超級500賽 | 超級300賽 | 超級100賽 | 國際挑戰賽 | 國際系列賽 | 未來系列賽 | 其他 |

### 奧運會和世錦賽參賽紀錄
|          | 搭檔                 | 2013 | 2014 | 2015 |
| -------- | -------------------- | ---- | ---- | ---- |
| 男子雙打 | 菲利普·乔巴·埃斯克塔 | 32強 | －   | －   |
| 男子雙打 | 保罗·杰斐逊·维瓦斯   | －   | －   | 48強 |